# Ola Wærhaug
Ola Wærhaug, né le 24 décembre 1937 à Skedsmo, est un biathlète norvégien. Il a notamment remporté la médaille d'argent olympique en relais 4×7,5 km lors des Jeux olympiques de 1968 à Grenoble en France. Il est également double champion du monde, par équipes en 1965 et en relais en 1967. Il a aussi participé aux Jeux olympiques d'hiver de 1960 à Squaw Valley aux États-Unis.

## Palmarès

### Jeux olympiques d'hiver
- Médaillé d'argent olympique en relais 4×7,5 km lors des Jeux olympiques d'hiver de 1968 à Grenoble ( France)

### Championnats du monde
- Champion du monde en 20km par équipes lors du Championnats du monde 1965 à Elverum ( Norvège)
- Champion du monde en relais 4×7,5 km lors du Championnats du monde 1967 à Altenberg ( Allemagne de l'Est)